# Lissotesta otagoensis
Lissotesta otagoensis là một loài ốc biển nhỏ, là động vật thân mềm chân bụng sống ở biển trong họ Turbinidae.